# Porto Valtravaglia

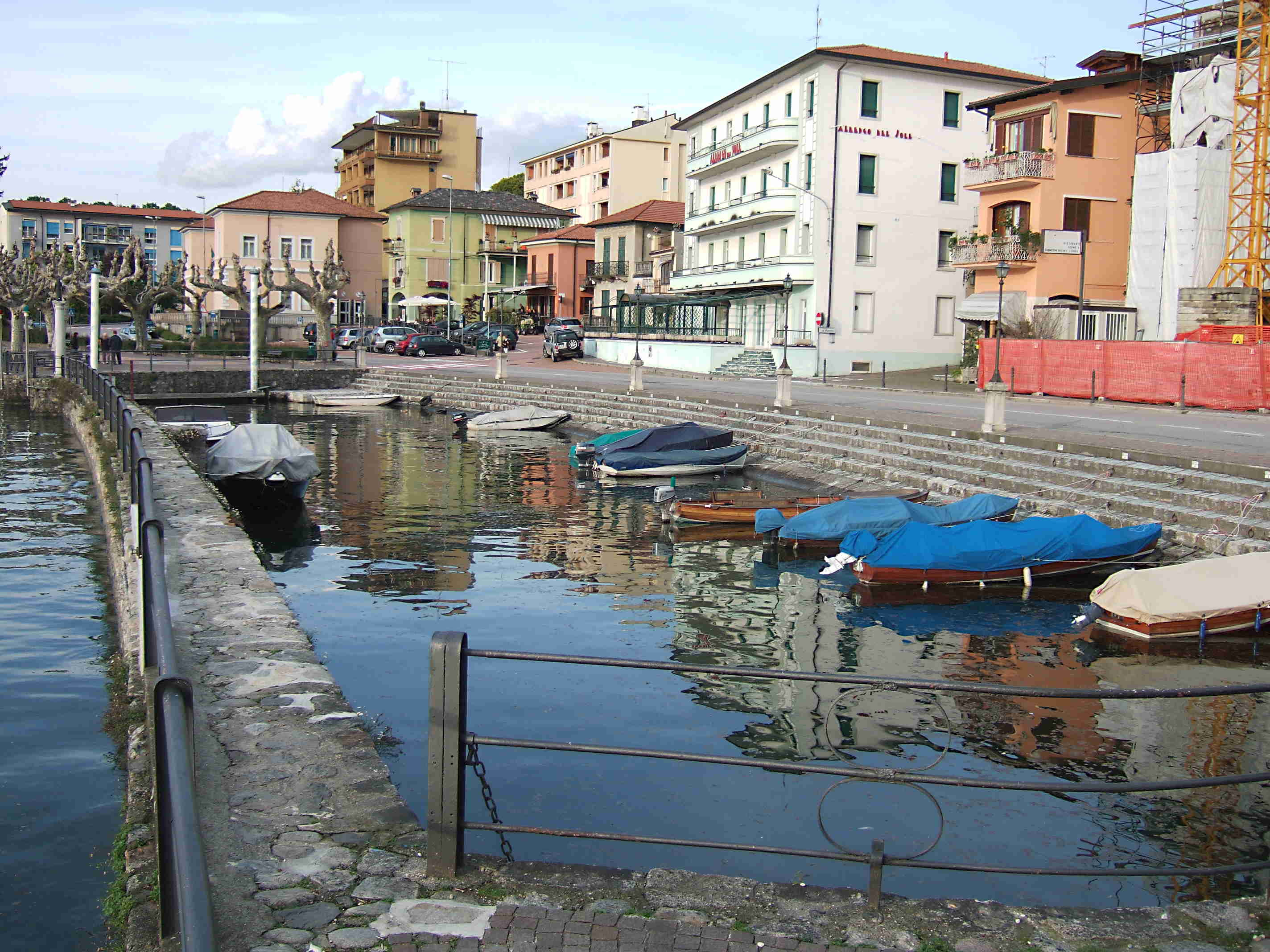
Vista do porto

Porto Valtravaglia é uma comuna italiana da região da Lombardia, província de Varese, com cerca de 2.385 habitantes. Estende-se por uma área de 15 km², tendo uma densidade populacional de 159 hab/km². Faz fronteira com Brezzo di Bedero, Brissago-Valtravaglia, Casalzuigno, Castelveccana, Duno, Ghiffa (VB), Oggebbio (VB).
Dario Fo, Prêmio Nobel de Literatura em 1997, passou sua infância e adolescência em Porto Valtravaglia.

## Demografia
| Variação demográfica do município entre 1861 e 2011                               |
|                                                                                   |
| Fonte: Istituto Nazionale di Statistica (ISTAT) - Elaboração gráfica da Wikipedia |